# دانتي أليغييري
دانتي أليغييري (بالإنجليزية: Dante Alighieri) (وبالإيطالية تنطق [ˈdante aliˈɡi̯ɛ:ri]) (فلورنسا 1 يونيو 1265 - رافينا 14 سبتمبر 1321) ويعرف عادة باسم دانتي وهو شاعر إيطالي من فلورنسا، أعظم أعماله: الكوميديا الإلهية المكونة من ثلاثة أقسام الجحيم، المطهر والفردوس، تعتبر البيان الأدبي الأعظم الذي أنتجه أوروبا أثناء العصور الوسطى، وقاعدة اللغة الإيطالية الحديثة. فهي واحدة من الأعمال الرئيسية لعملية الانتقال من العصور الوسطى إلى عصر نهضة الفكر. وتعتبر تحفة من الأدب الإيطالي وواحدة من قمم الأدب العالمية. ومعروف دانتي في الأدب الإيطالي بالشاعر الأعلى. ويسمى أيضا دانتي «أبو اللغة» الإيطالية. وقد كتب جيوفاني بوكاتشيو (1313-1375) أول سيرة ذاتية لدانتي، في تراتاتيلو في مرتبة الشرف لدانتي.
شارك بحماس في الصراع السياسي الذي كان يوجد في وقته، وتم نفيه من مسقط رأسه. فكان مؤيدا نشطا للوحدة الإيطالية. وقال إنه كتب العديد من الأطروحات اللاتينية في الأدب والسياسة والفلسفة. فقام بعمل الأطروحة اللاتينية دي الموناركية، في عام 1310، وهي عرض مفصل لأفكاره السياسية، من بينها الحاجة إلى وجود الإمبراطورية الرومانية المقدسة والفصل بين الكنيسة والدولة. وحارب ضد الغيبلينيين من أرزو. لكن تاريخ ميلاد دانتي مازال غير معروف بدقة حتى الآن، على الرغم من أنه يعتقدون عموما أن يكون تقريبا عام 1265. هذا يمكن استخلاصه من تلميحات السيرة الذاتية الموجودة في لا فيتا نوفا.

## حياته

### طفولته
ولد دانتي في عام 1265، وقد قال بأنه ولد في برج الجوزاء، مما يشير إلى أنه تاريخ ميلاده يقع بين 21 مايو و21 يونيو. عندما كان رضيعا، عمد اسمه «دورانتي» في فلورنسا، وقد يكون الاسم «دانتي» نسخة مصغرة من ذلك الاسم.مع الأخذ في الاعتبار بعض تلميحات السيرة الذاتية في نوفا فيتا والجحيم (الذي يبدأ «في منتصف الطريق من حياتنا»، دانتي كان يعتقد أن منتصف حياة الرجل 35 عاما، بحيث إذا كان يبدأ رحلة خيالية في عام 1300، ينبغي أن يكون قد ولد حوالي عام 1265).

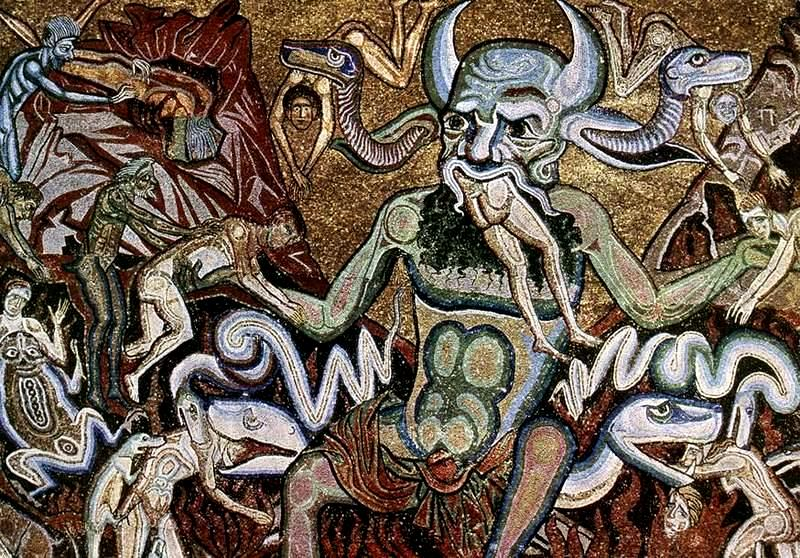
تفاصيل الجحيم: الفسيفساء التي تصور الحكم الأخير الذي تم بواسطة كوبو دي ماركوفالدو، من متحف سان خوان للشاعر دانتي أليغييري الذي تعمد في هذا المكان.

ولد دانتي في عائلة أليغييري المعروفة في فلورنسا، المتحالفين مع الغويلفيين، وهم الحزب السياسي الداعم للبابوية، الذي يعتبرون أعداء للغيبيلينيين. كان أبوه أليغييرو دي بيلينسيوني غويلفيا أيضا، لكنه لم يرد أن يقوم بأية أعمال انتقامية بعدما انتصر الغيبيلينيون في معركة مونتابيرتي.
كانت أم دانتي تدعى دونا بيلا أباتي؛ «بيلا» هي اختصار للاسم غابريلا، ولكنها أيضا تعني «الجميلة». توفيت عندما كان دانتي يبلغ من العمر 5 أو 6 سنوات، وتزوج أبيه أليغييرو بعد فترة وجيزة الآنسة لابا دي تشياريسسمو سيالوفي. حملت هذه الامرأة بطفلين هما أخ دانتي «فرانشيسكو» وأخته «تانا» (غايتانا).
عندما كان يبلغ من العمر 12 عاما، أي في عام 1277، تزوج جيما دي مانيتو دوناتي، ابنة ميسير مانيتو دوناتي. الزواج المبكر هذا كان يعتبر أمرا شائعا، وكان يتطلب مراسما مهمة كالتوقيع بشكل رسمي أمام كاتب عدل. دانتي كان له عدة أبناء من زوجته جيما. كما كان يحدث للكثير من المشاهير، يدعي العديد من الأطفال أنهم من نسل دانتي، ولكن يعتقد بأن أبناءه الحقيقيين هم جاكوبو، وبيترو، وغابرييل أليغييري، وأنطونيا. أصبحت أنطونيا راهبة باسم الأخت بيتريس.

### التعليم والشعر

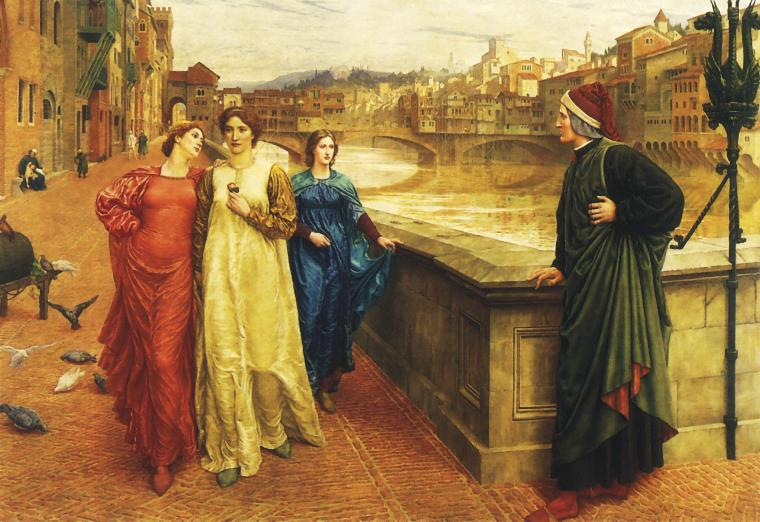
صورة دانتي وبياتريس، للرسام هنري عطلة بريرافايليتي، الذي يتخيل اللقاء بين دانتي وبياتريس في بونتي سانتا ترينيتا.

ليس الكثير معروف عن تعليم دانتي، ويفترض بأنه قد تلقى تعليمه في المنزل. من المعروف أنه درس الشعر التسكاني، في الوقت الذي بدأت مدرسة سيسيليان أن تصبح معروفة في تسكانيا. اهتماماته جعلته يكتشف المنشدين والشعراء البروفانسيين، والثقافة اللاتينية. وكان أيضا من الواضح إعجابه بفرجيل. ودرس اللغة العامية الإيطالية، واللاتينية (اللغة المشتركة في ذلك الوقت)، والبروفنسال، وإدرج بعض أبيات الشعر في تلك اللغة عن العذاب.
عندما أصبح عمره 18، قابل جيدو كافالكانتي، ولابو جياني، وسينو دا بيستويا، ومباشرة بعد ذلك برانيتو لاتيني، الذين أصبحوا سوية «الأسلوب الجديد الحلو». حصل برانيتو لاحقا إشارة خاصة في الكوميديا الإلهية لم علمه لدانتي. والجدير بالذكر أنه عندما انهارت الإمبراطورية الرومانية في العصور الوسطى، تركت عشرات الدول الصغيرة، لذلك كانت صقلية تختلف ثقافيا وسياسيا عن توسكانا، كما قال بروفانس: إن المناطق التي لم تشترك في نفس اللغة أو نفس كانت الثقافة كانت وسائل التواصل معها صعبة.
عندما كان عمر تسعة سنوات قابل بيتريس بورتيناري، ابنة فولكو بورتيناري، الذي وقع في الحب من أول نظرة معها، وعلى ما يبدو حتى دون أن يكلم معها. ورآها كثيرا بعدما بلغ من العمر 18 عاما، وأخذ يتبادل التحية معها في أغلب الأحيان في الشارع، إلا أنه لم يعرفها جيدا. حبه لبيتريس على ما يبدو هو السبب لشعره ومعيشة، وكذلك لعواطفه السياسية. عندما توفت بيتريس عام 1290، حاو دانتي إيجاد مأوى في الأدب اللاتيني. ثم كرس نفسه للدراسات الفلسفية في مدارس دينية مثل الدومنيكية في سانتا ماريا نوفيلا.

### السياسة

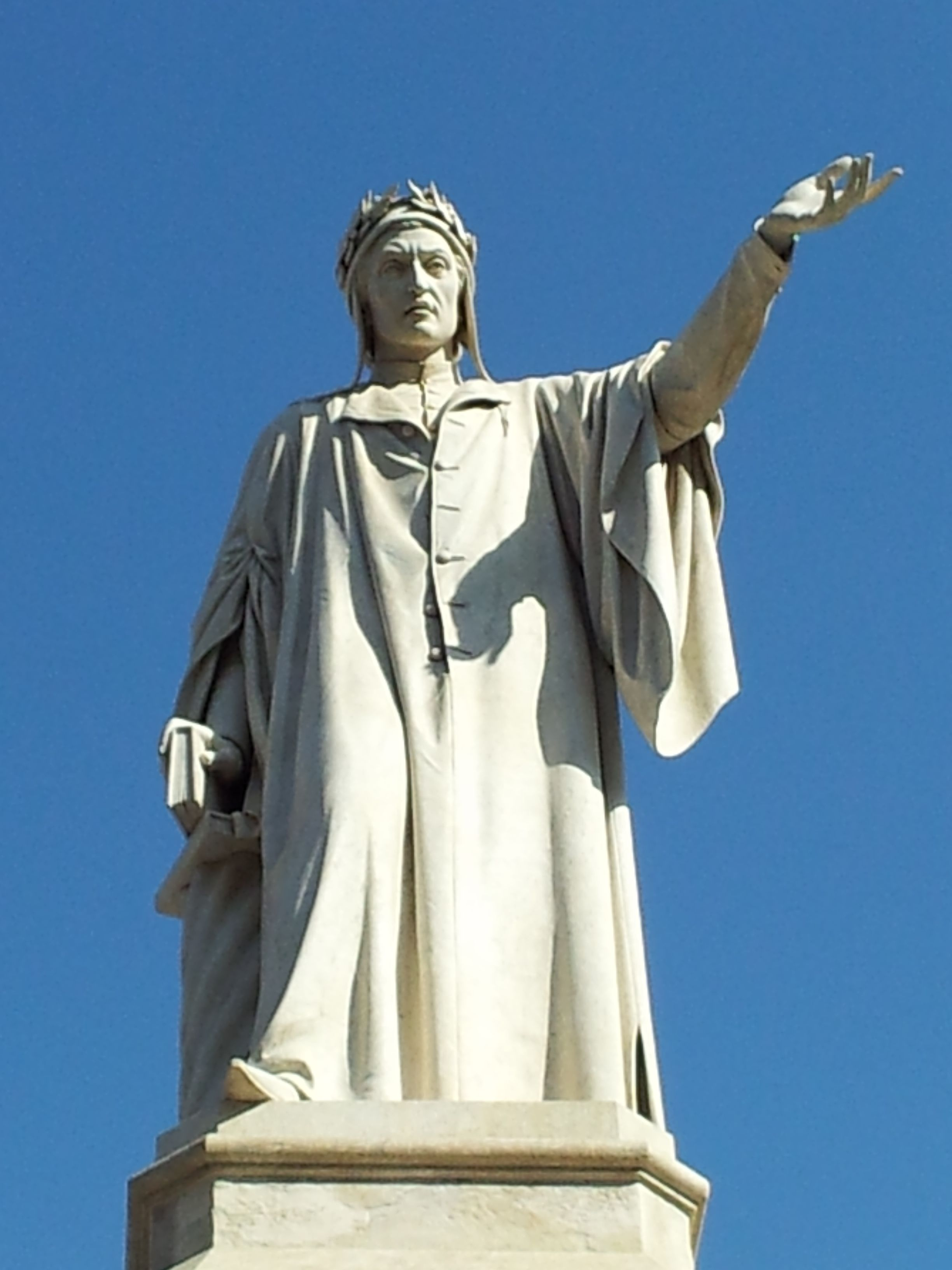
تمثال دانتي في نابولي.

كان دانتي عضوا نشطا في الحياة السياسية والعسكرية لفلورنسا. التحق بالجندية عندما كان شابا، وتقلد مناصب مهمة في حكومة فلورنسا خلال التسعينيات من القرن الرابع عشر، أصبح منشغلا بصراع سياسي بين مجموعتين، مجموعة الغويلف ومجموعة الغبليون اللتين كانتا تتصارعان فيما بينهما للسيطرة على توسكانا، وقد استطاعت مجموعة سياسية من مجموعة الغويلف السيطرة على فلورنسا سنة 1301م. كانت هذه المجموعة السياسية تكره هذا الشاعر، مما أدى بها إلى نفيه سنة 1302م والحكم عليه بالموت في حالة رجوعه إلى فلورنسا، عاش دانتي ما تبقى من حياته بالمنفى وتوفي في رافينا ودفن بها.
مثل الكثير من أبناء فلورنسا تورط دانتي في النزاع الغويلفي الغيبيلي. قاتل في معركة كامبالدنو (11 يونيو 1289) مع فرسان غويلف. في عام 1294 كان من أبرز الفرسان الذين رافقوا كارلو مارتيلو دانجو (ابن تشارلز) حينما كان في فلورنسا. وصل إلى حد أبعد من مهنته السياسية، فعمل طبيبا وصيدليا.
بعد هزيمة الغيبيلينيين، انقسم الغويلف إلى قسمين: الغويلف البيض، الحزب الذي انتمى إليه دانتي، الذي قاده فييري سيرتشي، والغويلف السود، تحت قيادة كورسو دوناتي. الألوان أعطيت عندما حمى فييري سيرتشي عائلة غراندي في بيستويا، التي كانت تدعى محليا الحزب الأبيض، وأصبحت هذه الألوان الألوان المميزة للأطراف في فلورنسا.
الانشغال في السياسة لم يكن أمرا سهلا عندما كان البابا بونيفايس الثامن يخطط بالاحتلال العسكري لفلورنسا. في عام 1301 تشارلز دي فالويس، أخ الملك الفرنسي فيليب لو بيل، توقع زيارته لفلورنسا لأن البابا عينه صانع سلام لتسكانيا. لكن حكومة المدينة عاملت سفراء البابا بشكل سيئ قبل أسابيع قليلة، بغية الاستقلال عن التأثيرات البابوية. المجلس أرسل وفدا إلى روما لكي يحقق نوايا البابا، وكان دانتي رئيسا لهذا الوفد.
وبعد وفاة دانتي أدركت حكومة فلورنسا أنها أخطأت في حقه خطأ فادحا، وحاولت تدارك هذا الخطأ بطبع أعماله، ودعوة ابنه وبعض الأساتذة المتخصصين في الأدب إلي إلقاء المحاضرات عنه، ومنهم جيوفاني بوكاتشو (1303 ـ 1375) الذي يعد أكبر الدارسين للشعر اللاتيني وقد جمعت نصوص محاضراته في كتاب «حياة دانتي».
وظلت الحكومات المتتالية تتحين الفرص لنقل رفات دانتي من مدينة رافينا إلي فلورنسا فلما فشلت مساعيها أقامت له في عام 1829 قبرا تذكاريا في كنيسة الصليب المقدس، يعلوه تمثال لدانتي، توج رأسه بأكليل الغار، مثلما حدث للعالم الإيطالي جاليليو (1564 ـ 1642) الذي تعرض في حياته علي نحو ماتعرض دانتي، لغضب الكنيسة ومحاكمتها له وتحديد اقامته، ولكنها بعد مايقرب من مائة سنة من وفاته رفعت الكنيسة الحظر عن كتبه المدرجة في قائمة التحريم. وأقامت له نصبا تذكاريا في الكنيسة.
ورغم معاناة دانتي في المنفى فقد استطاع ان يكتب فيه أثره الخالد «الكوميديا الإلهية» تحت اسمه عبارة «الفلورنسي مولدا لا خلقا»، تنصلا من الانتساب لهذا البلد الفاسد الناكر للجميل. وللقيمة الكبرى للكوميديا الإلهية ليست هناك لغة من لغات الأرض الحية، وليست هناك جامعة من جامعات العالم، لم تهتم بها وبشاعرها، ملك البيان، دانتي أليغييري.

### إدانته ونفيه ووفاته

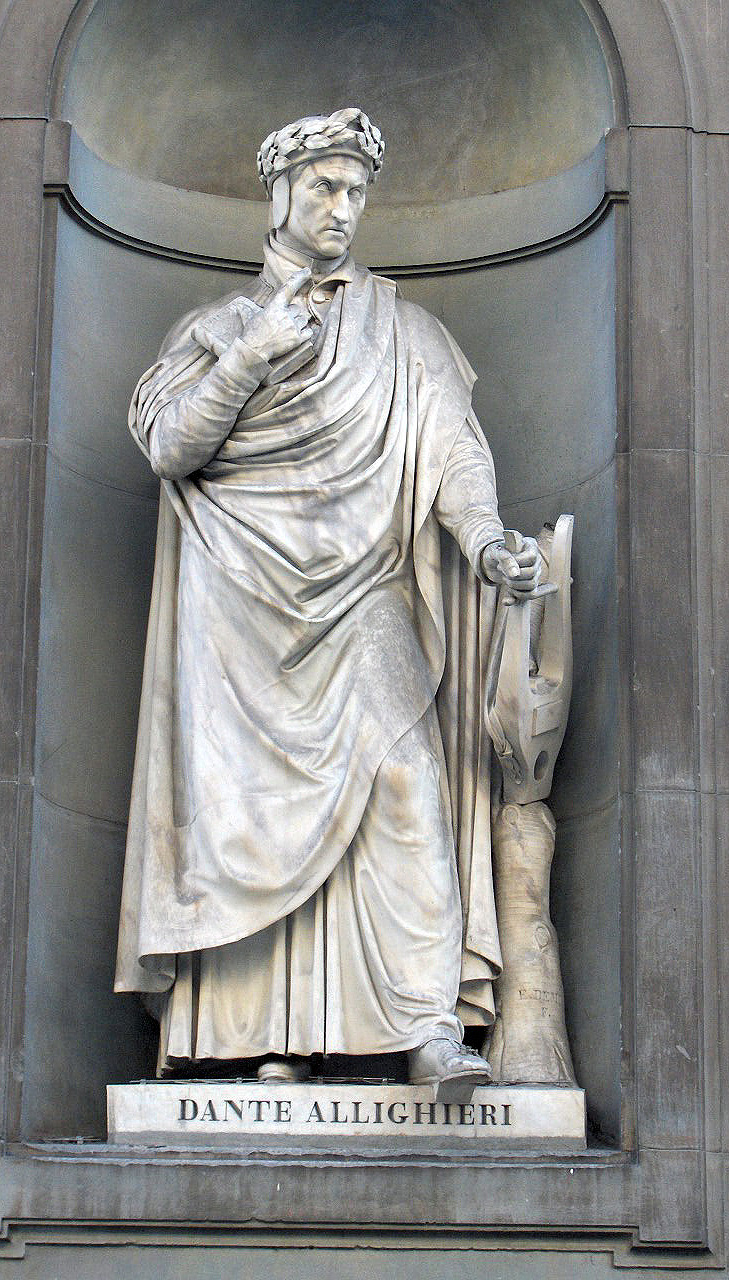
تمثال دانتي أليغييري في معرض أوفيز.

لم تنشأ الدولة المدنية في أوروبا إلا بعد القضاء علي الدولة الدينية التي كانت ترى أن الملوك يستمدون سلطتهم في الحكم من بابوات الكنيسة، وليس من الله مباشرة، وأن البلاد إذا افتقدت الحاكم أو الرئيس الحازم المستقل امتلأت بالظلمة، وغدا مآلها الخراب والدمار.
ويعد دانتي أليغييري (1265 ــ 1321) أحد هؤلاء الأحرار العظام في التاريخ، الذين وضعوا في مطلع عصر النهضة الأوروبية أساس الدولة المدنية الحديثة التي تفصل بين سلطة الكنيسة وسلطة السياسة، ويقوم فيها الحكام بالحكم وفق القانون، دون وساطة رجال الدين وبذلك حمى دانتي كل سلطة من طغيان الأخرى عليها أو قهرها لها. ولولا هذه البداية الجريئة التي قام بها دانتي لمداواة النفوس وإصلاح العالم، لما أمكن بزوغ الدولة القومية، ولا لحركة الإصلاح الديني.
وعلى الرغم من أن دانتي لم يتنكر في حياته للدين، أو يقصر في تبجيل الكرسي البابوي، وبعبارة صريحة على الرغم من أن الإيمان كان هو الموجه لحياة دانتي وإنتاجه، فقد غضب عليه البابوات، وحكموا عليه في عام 1302 بالنفي من بلاده، فلورنسا، ودفع غرامة باهظة، فاذا عاد إلى وطنه أعدم.
وذنب دانتي الذي جعله في مرمى سهام البابوية لم يكن سوى تقديم مصلحة الوطن علي مصلحة الأحزاب المتصارعة في مجالات السياسة والدين والتعليم، وتأليب الجماهير ضد السلطة، دفاعا عن العدالة والحرية، ولأنه في الخصام بين البابا والإمبراطور، رأيهما يملك حق رعاية البشر، وقف دانتي مع الحق والقانون، لا مع القوة والعدوان. وفي الصراع بين الإقطاع والفقراء انحاز دانتي إلي عامة الشعب. كان دانتي يرى أن الأخلاق هي التي تمنح الإنسان الإرادة الحرة، ولا سبيل إلي هذه الإرادة إلا بالعلم والفن. وعلي الإنسان ألا يثق ثقة عمياء بوجهة نظره، لأن غلال القمح لا تحسب إلا بعد أن ينضج المحصول.

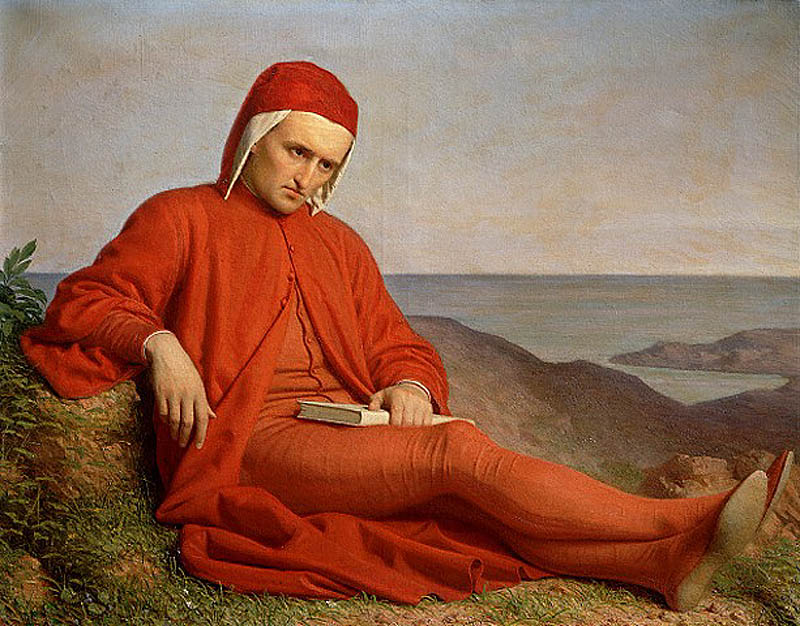
دانتي في المنفى.

بقي دانتي في روما والوقت الذي دخل فيه تشارلز دي فالويس (1 نوفمبر 1301) فلورنسا مع الغويلف السود الذي قام في ستة أيام بتدمير كل شيء وقتل معظم أعدائه.
ذهب دانتي إلى فيرونا بعد ذلك كضيف لبارتولوميو ديلا سكالا، ثم انتقل إلى سارزانا (ليجوريا)، وبعد ذلك اعتقد بأنه عاش لبعض الوقت في لوكا مع السيدة جينتوكا، التي جعلت اقامته مريحة. وتقول بعض المصادر أيضا بأنه كان في باريس بين عامي 1308 و1310، بينما تقول مصادر أخرى أنه رحل إلى أكسفورد.
دعي دانتي من قبل الأمير جيدو نوفيلو بولينتا إلى رافينا في عام 1318، وقبل دانتي بذلك. رحل إلى هناك وأنهى عمله الأخير «الجنة» وتوفي أخيرا في عام 1321 عندما بلغ من العمر 56 عاما بينما هو في طريقه للعودة إلى رافينا من مهمة دبلوماسية في فينيسيا، بعتقد بأن سبب ذلك هو مرض الملاريا. دفن دانتي في كنيسة سان بيير ماجيور. قام القاضي بيرناردو بيمبو من فينيسيا بالعناية ببقاياه منظما قبرا أفضل في عام 1483.

## أعماله

### حياة جديدة (فيتا نوفا)

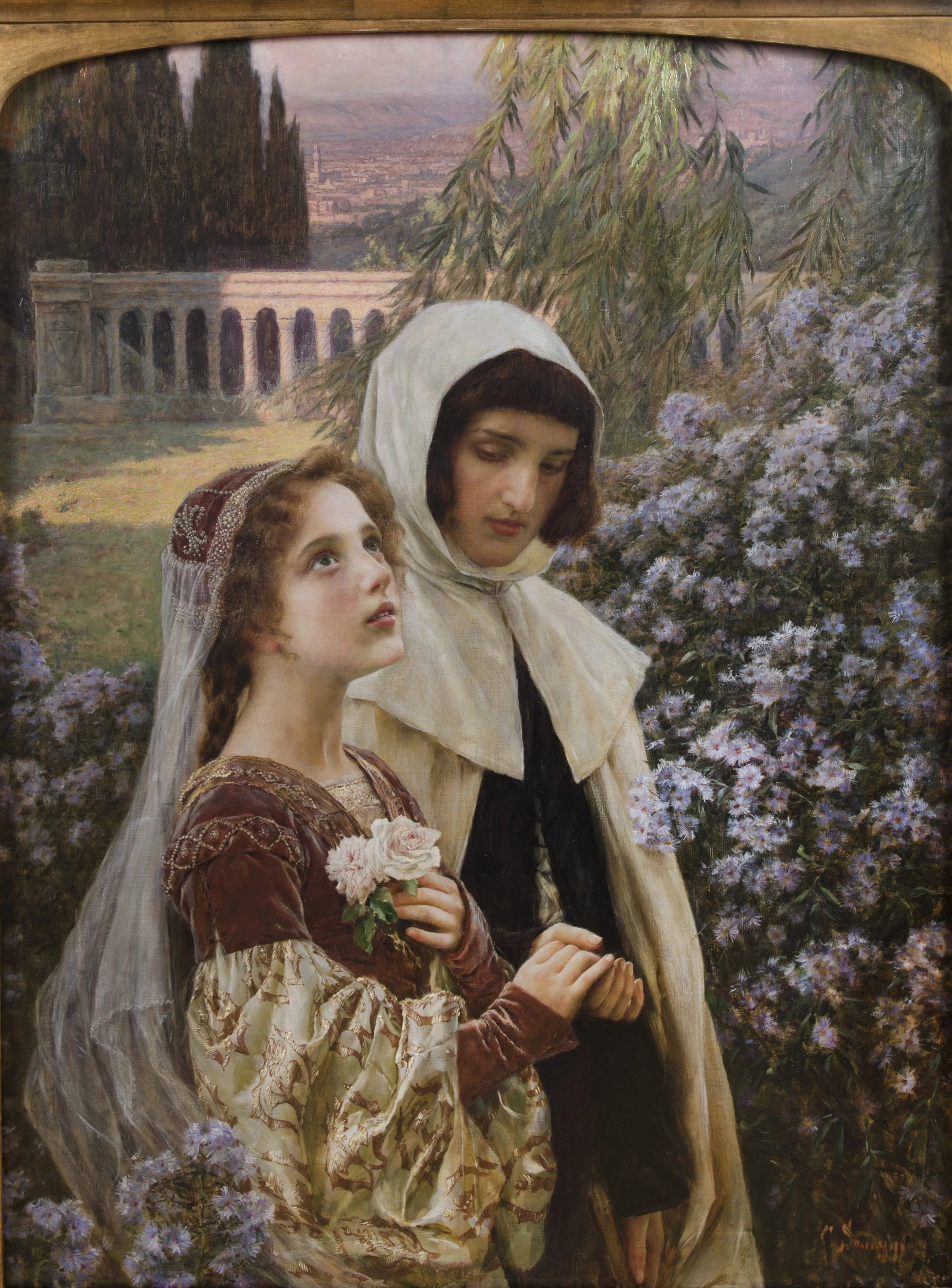
"دانتي وبياتريس في الحديقة" ، لوحة عام 1903 بواسطة سيزار ساكاجي

هذا العمل هو سيرة ذاتية لدانتي ويحكي فيه أنه في عمر الثامنة عشرة تعلم «فن قول الكلمات بايقاع مقفى»، إلا انه لم يظهر اصالة إلا بعد ان كتب سوناتات إلى بياتريك، الفتاة التي أحبها في مقدم حياته، والتي تحدث عنها بتفصيل في سيرته هذه. بعد ذلك أعترف به سريعا (1283) كشاعر جديد. موضوعها قصة حب دانتي لبياتريتشه التي التقاها أول مرة وهو في التاسعة من عمره وكانت هي في الثامنة، واجتمع بها ثانية عام 1283 وهو في الثامنة عشرة. كان حبا تحلى بروحانية سامية، لازمه طوال حياته وكان سببا في تعاسته؛ فقد وافتها المنية وهي في الرابعة والعشرين من دون أن تبادله الحب. ويدل اسم بياتريتشه على المرأة التي توفر النعيم. وخشي دانتي من أن يتعرف قراؤه على اسم حبيبته الحقيقي، إذ كانت متزوجة، فيدان لتجاوزه العرف وتقاليد البلاط فأدخل في روايته صورة لامرأة أخرى.
وقسم دانتي، في هذا العمل، أعماله إلى ثلاث مراحل متميزة: المرحلة الأولى، هي مرحلة الحياة الجديدة، مرحلة تقديس بياتريك الحقيقية، التي رأى ولمس فيها الشاعر عدة اشياء من خلال وعيه وادراكه كما لو انها أحلام. هذه المرحلة تتضمن عمله سيرة حياة، واشعارا إلى بياتريك والتعهد بالكتابة والاهتمام بها أكثر من أية امرأة أخرى. المرحلة الثانية، هي مرحلة المعاناة، الاضطراب السياسي والبحث الفلسفي، وملاحظة تقدمه بشكل كبير في اغلب الاتجاهات تقريبا. انها تتضمن الجزء الأكبر من مجموعة الأناشيد والأشعار والمسودتين النثريتين غير الكاملتين والرسائل السياسية مع هنري السابع والدراسة اللاتينية «الحكم المطلق» ربما تعود أيضا لهذه المرحلة. وهنا يمكن ملاحظة ان نماذج إمبراطوريات القياصرة الالمان، البابوية، فينيسيا، إسبانيا وعائلة بوربون الفرنسية (وهي الإمبراطوريات التي مهدت لظهور الإمبراطورية البريطانية الحديثة) موجودة في كتاب «الحكم المطلق». ولربط المرحلة الثانية والثالثة تأتي الرسالة الموجهة إلى الكارديناليين الإيطاليين حول موت كليمنت الخامس 1314. اما المرحلة الثالثة، فهي مرحلة الكوميديا الالهية، العودة إلى بياتريك، ولكن الآن بياتريك (المجازية)، وكذلك قصيدتين رعويتين ورسائل إلى صديق فلورنسي وإلى كان غراندة.
يعترف دانتي بان غويدو غوينسيلي هو أستاذه في فن الشعر ومؤسس المدرسة الجديدة للشعر الإيطالي، الذي يدافع دانتي عن مذهبه في الحب في «انشودة القلب الرقيق». ولعل «سيرة حياة» تعتبر كمقدمة لـ «الكوميديا الالهية»، التي تخبرنا كيف أن هذا المغني يصبح شاعرا، وكيف انها تقطع طريق حياته ورائده الروحي. انها أبلغ وأعمق صورة للحب، لكن نقاءها لا يتأتي من روح تتسم بالبساطة والبراءة وانما من كبح جماح النفس. انها تتحدث عن القصة الكاملة لحب دانتي إلى بياتريك منذ أول نظرة اليها وهما في التاسعة من العمر وحتى الرؤية التي تتضمن تقديسها.

### بلاغة العامية (دي فولغاري إيلوكينشيا)

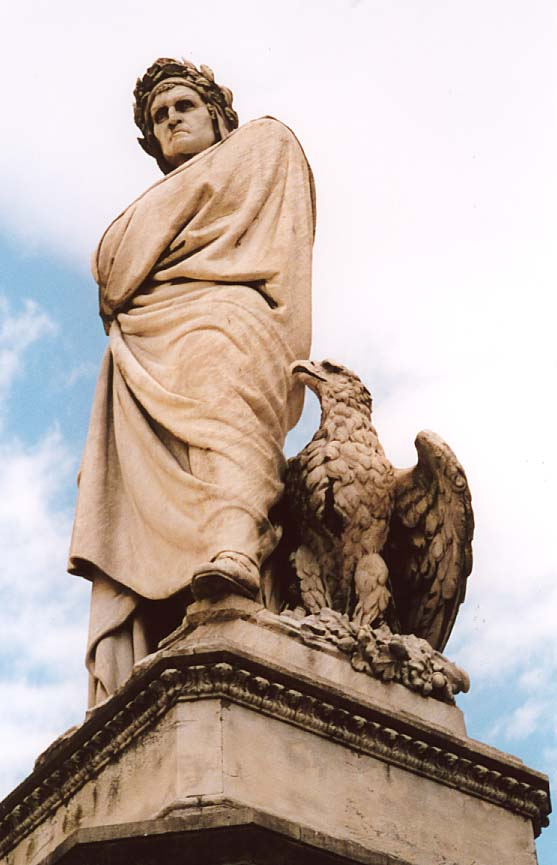
تمثال دانتي في فلورنسا.

دي فولغاري إيلوكينشيا (بالإيطالية: De vulgari eloquentia) أو في البلاغة في العامية هو عنوان مقالة كتبها دانتي أليغييري. كتبها بداية باللغة اللاتينية وقصد أن يجعلها مبدئيا أربعة كتب، لكنه تخلى عنها في منتصف الكتاب الثاني. يعتقد بأنه ألفها بعد وقت قصير من نفيه. تشير الأدلة الداخلية إلى تاريخ ما بين 1302 و1305. يتناول الكتاب الأول العلاقة بين اللاتينية والعامية، والبحث عن عامية لامعة في المنطقة الإيطالية، في حين أن الثاني هو تحليل لبنية «كانتو» أو الأغنية (كما توجد أيضا باسم «كانزوني» باللغة الإيطالية) كنوع أدبي.
وهو كتاب غير مكتمل ويحث فيه على تكوين لغة عامية إيطالية، وقد كتبه دانتي باللاتينية، حيث أراد من خلاله أن يعرض فكرة بعث الوجود بلغة بديلة عن اللاتينية، ولها القدرة على أن تصبح وسيلة تفكير مشتركة في كل إيطاليا، بهذا العمل أصبح دانتي أبا للغة الإيطالية الحديثة، وهذا القول لا يعني أن دانتي قد تخلى عن اللاتينية نهائيا، إذ على مدى فترة وجوده بالمنفى كان عليه أن يكتب باللاتينية رسائل خصصها لمساندة هنري السابع.

### الكوميديا الإلهية

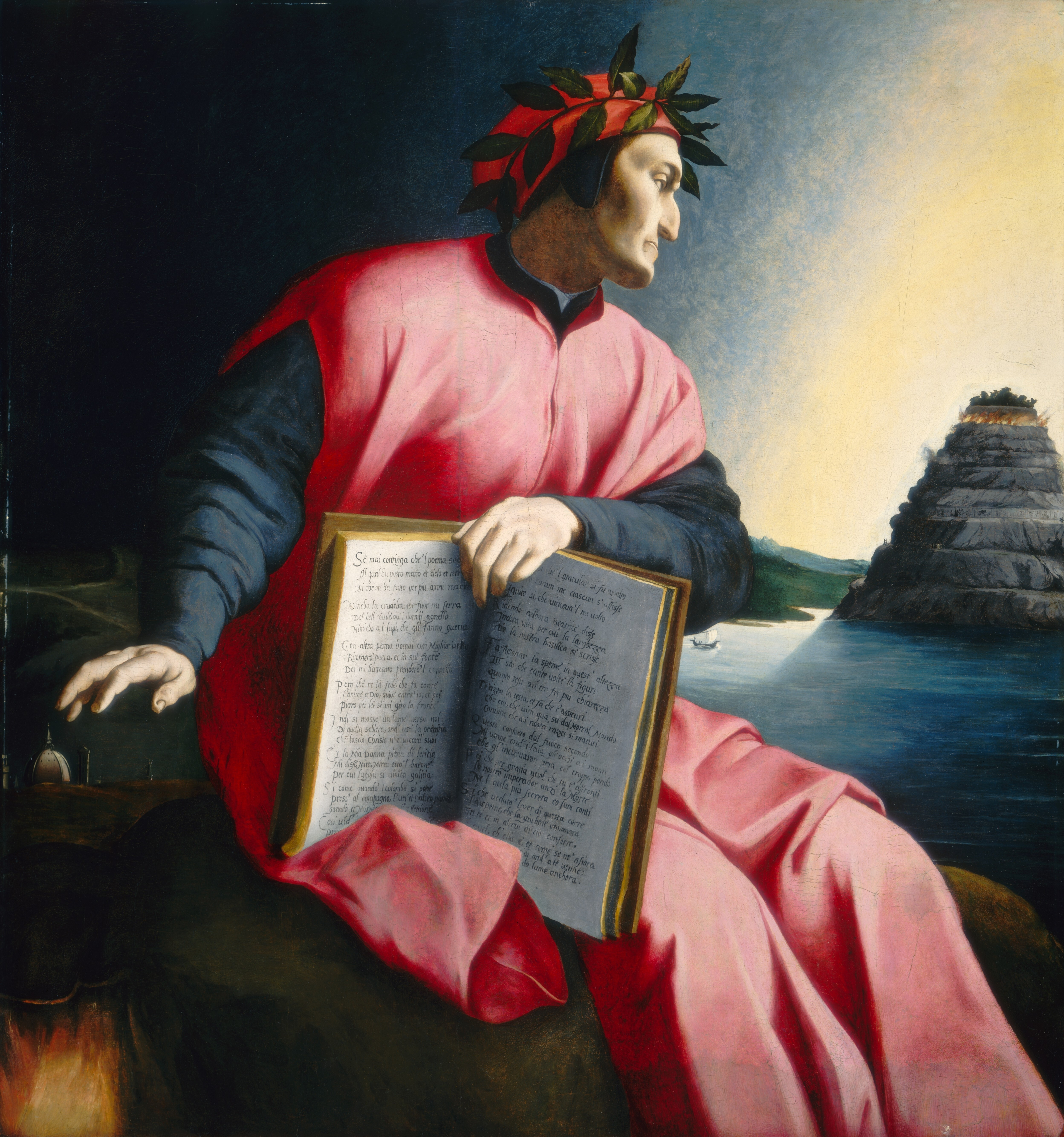
دانتي في المطهر.

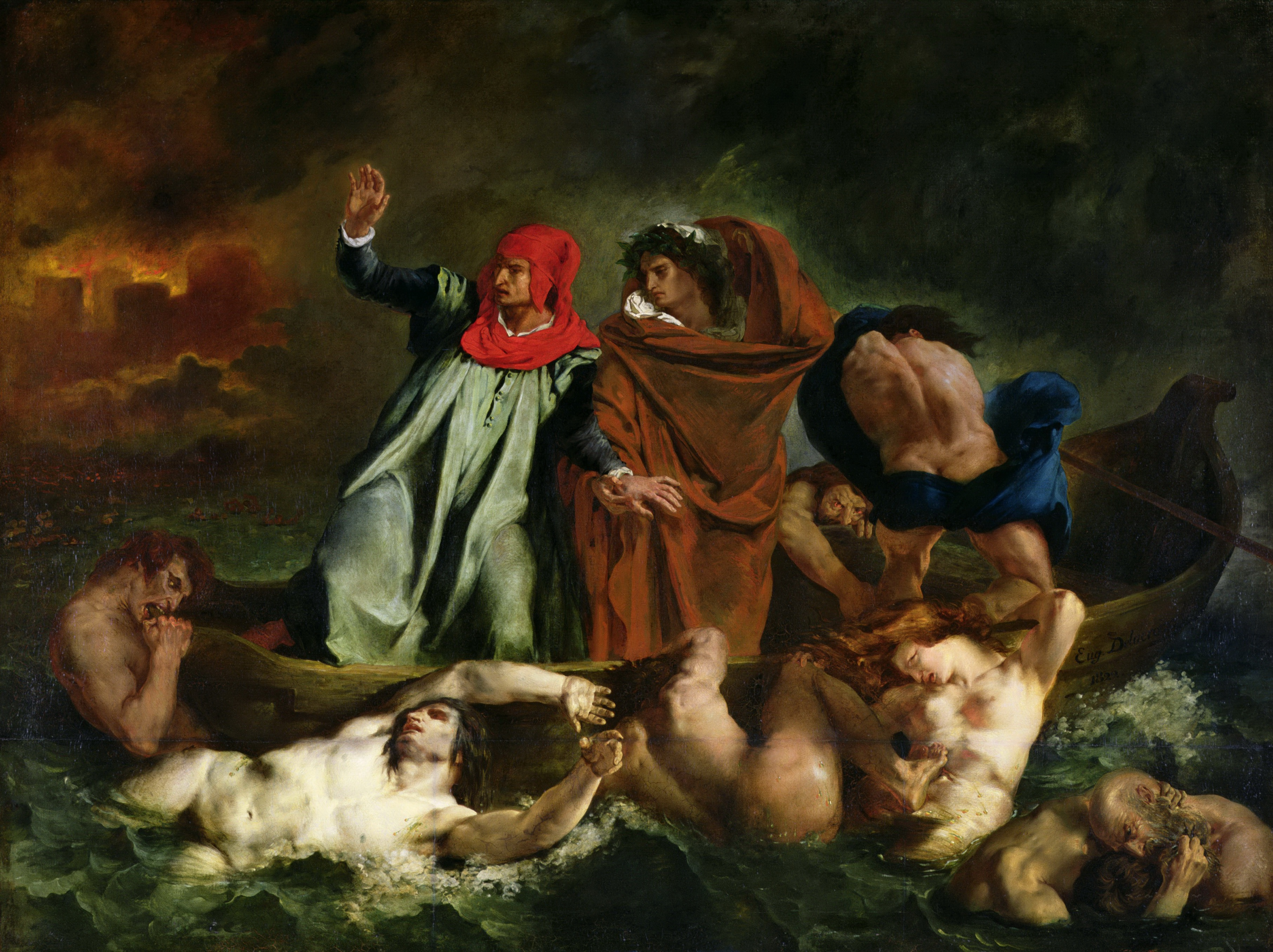
قارب دانتي بريشة الفنان الفرنسي أوجين ديلاكروا سنة 1822 ، تصور اللوحة بشكل فضفاض الأحداث المسرودة في القصيدة الملحمية لدانتي أليغييري «جحيم دانتي». معلق حاليًا في متحف اللوفر ، باريس.

الملهاة الإلهية أو الكوميديا الإلهية (بالإيطالية: Divina Commedia) هو عمل ألفه الإيطالي دانتي أليغييري منذ عام 1308 حتى وفاته في عام 1321. تعد الكوميديا الإلهية من أهم وأبرز الملحمات الشعرية في الأدب الإيطالي، ويرى الكثيرون بأنها من أفضل الأعمال الأدبية في الأدب على المستوى العالمي. تحتوي الملحمة الشعرية على نظرة خيالية بالاستعانة بالعناصر المجازية حول الآخرة بحسب الديانة المسيحية، وتحتوي على فلسفة القرون الوسطى كما تطورت في الكنيسة الغربية (الكاثوليكية الرومانية).وقد ترجمت الملحمة إلى اللغة العربية بالشعر الحر لأول مرة في يناير 2003.
وتؤكد عدة دراسات أن الكوميديا الإلهية هي النسخة الأوروبية المقلدة عن رسالة الغفران لأبي العلاء المعري.
بل وقد تمت محاكمته بعد أن حاول البعض إثبات سرقته لرسالة الغفران، وحتى بعد أن نجحوا بعض الشيء إلا أنه تمت تبرئته.
تنقسم الكوميديا الإلهية إلى 3 أجزاء (الجحيم، الفردوس، والمطهر – والمطهر توازى الأعراف في رسالة الغفران لأبي العلاء المعري التي قام «دانتي» بسرقة الفكرة منها-)
تضم الكوميديا الإلهية 100 أنشودة (34 للجحيم، و33 لكلا من المطهر والفردوس). ويقال أن «دانتي» اختار العدد "3" رمزاً للثالوث، والرقم "100" لأنه يمثل العدد "10" مضروباً في نفسه (لأن أهل العلم والمعرفة الغربيين في القرون الوسطى كانوا يعتبرون الرقم "10" رمزاً للكمال). أما عن سبب التسمية بالـ«كوميديا» فلأنها تبدأ بما يزعج وتنتهي بما يفرح (على نقيض التراجيديا التي تبدأ بما ترتاح إليه النفس ثم تنتهى بمأساة).
أما وصفها بـ«الإلهية» فلا يرجع إلى ما أورده «دانتي» من رؤيته لله في السماوات العلا في آخر أنشودة الفردوس، وإنما هي صفة تخلع مجازاً في اللغة الإيطالية على كل ما يبعث على الإعجاب والروعة لإتقانه وكماله، وبذلك تكون ترجمتها الصحيحة إلى اللغة العربية هي «الكوميديا الرائعة» أو «الكوميديا المتقنة», ولكن نظرا لأن الخطأ الشائع المشهور يحل عادة محل ما هو صحيح مهجور، فقد تركت التسمية كما هي في كل الترجمات (وليس ذلك قاصراً على الترجمة إلى اللغة العربية بل يسري أيضاً على الترجمات إلى اللغات الأخرى)

## دانتي في الثقافة الحديثة
كان لحياة وأعمال دانتي تأثير كبير جدا وحاسم في بناء الهوية الإيطالية وفي الثقافة الحديثة بشكل عام. وقد استخدم العديد من الكتاب والمثقفين الكوميديا الإلهية وغيرها من أعمال دانتي بمثابة إلهام للموضوع واللغة المعبرة.

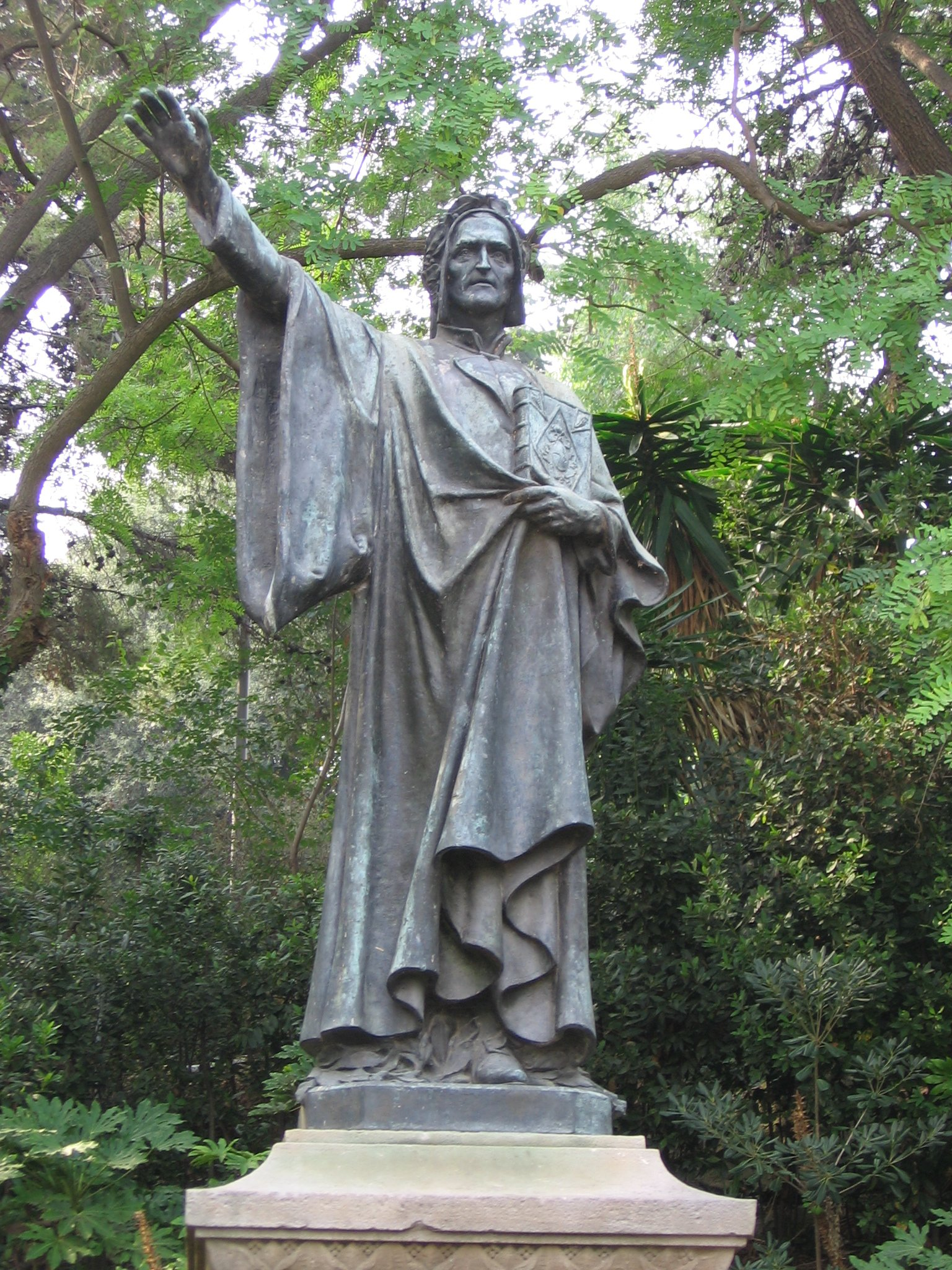
صورة دانتي، للرسام تشيزاري زوكتشي، في حدائق جوان بروسا، في بارشلونا.

### الأدب
لقد اقترن اسم دانتي باسم رائعته الشعرية «الملهاة الإلهية». وله مؤلفات أخرى، لا ترقى إلى مصاف قصيدته هذه، أولها «حياة جديدة» (نحو 1292-1293) وهي مزيج من الشعر والنثر في إطار رواية استوحاها من مؤلفات كتبت باللغة اللاتينية في العصور الوسطى. ويعد دانتي الأول في وصف عاطفة صادقة خارجة عن رهان الفوز أو الهزيمة، فرأى في بياتريتشه الطفلة الجميلة التي تحنو عليه ثم المرأة المتألقة في السماء بعد وفاتها، فصمم أن يقول فيها ما لم يقله أحد قبله في حبيبته. وبدأ دانتي كتابة الكوميديا الإلهية في عام 1308م تقريبا وتحكي هذه الملحمة الشعرية انتعاشه الروحي، وتركز الاهتمام على موضوع الحياة بعد الموت، لمزيد من المعلومات عن عمله. ألف دانتي أعمالا غير أدبية كذلك، وقد كتب حول الفصاحة باللغة العامية في عامي 1303م و1304م. ويؤكد هذا العمل الذي كتب بالنثر اللاتيني على أهمية الكتابة باللغة الإيطالية، وتفضيلها على اللغة اللاتينية، أو أي لغة محلية ثانوية أخرى. وكان دانتي يسعى إلى أن يطور الإيطاليون لغة أدبية وطنية من شأنها أن توحد وطنهم. أما عمله المأدبة فهو عمل غير مكتمل كتبه بالإيطالية ويحتوي على ثلاث قصائد غنائية، كل قصيدة ملحقة بتعليقات طويلة ومفصلة لمعانيها. كما يتضمن هذا العمل المعرفة الفلسفية والعلمية الواسعة لدانتي. أما حول الحكومة العالمية (1313م) فهي مقالة طويلة بالنثر اللاتيني، حاول فيها دانتي دعوة الدولة إلى أن ترتبط بالكنيسة، حتى تستطيع قيادة الناس إلى حياة أفضل، وذلك على شكل الإمبراطورية الرومانية المقدسة. كتب دانتي مجموعة من الأعمال الأخرى، وتضم مجموعة من القطع الشعرية ومجموعة من الرسائل.

### الفنون البصرية

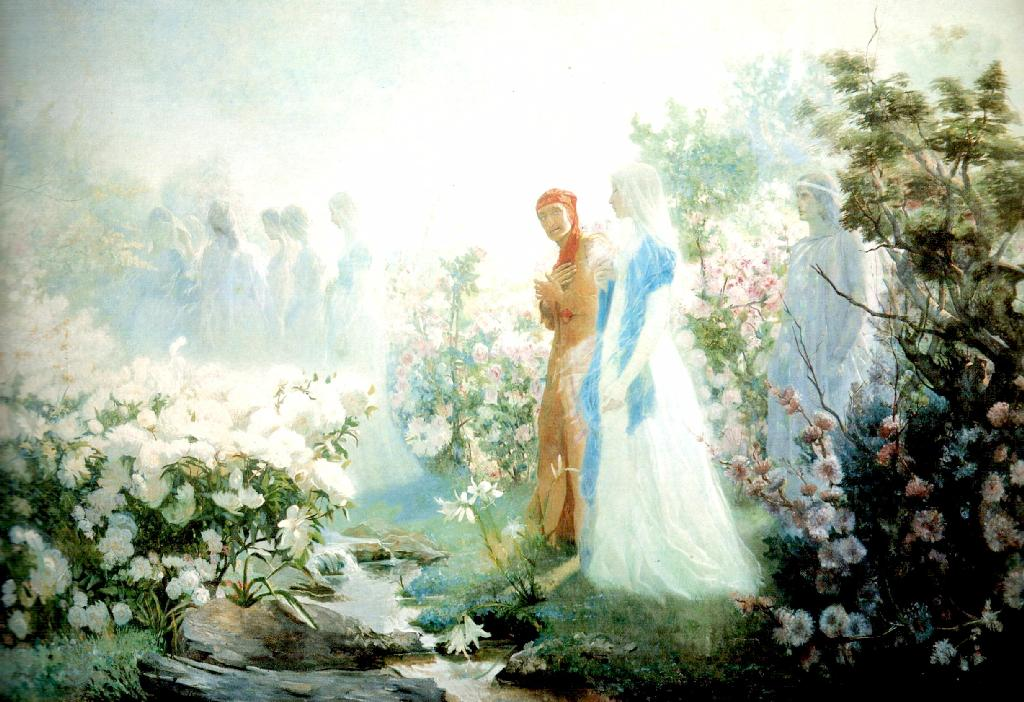
صورة لدانتي وبياتريس عام 1889 على ضفاف نهر النسيان للرسام الفنزويلي، كريستوبال روخاس.

في إيطاليا، تم تصميم صورة لدانتي على عملة بقيمة 2 يورو على يد الفنان رافيل سانزيو توجد في جناح قصرالفتيكان للبابا يوليوس الثاني. وفي عام 2007، قام العلماء الإيطاليين في جامعة بولونيا برسم وجه دانتي «الحقيقي» وهو بالفعل الأقرب إلى الحقيقي. كما رسم بوتيتشيلي صورة له. وكان لدانتي العديد من الأعمال الأدبية ذات الطابع المعاصر، مثل جيوتو في كنيسة بارجيلو. ومن أشهر الأعمال الخالدة دانتي وملهاته الآلهية (1465)، لدومينيكو دي ميشيلينو وتوجد في دومو في فلورنسا. وقام أيضا الرسام الفلورنسي الشهير، أندريا ديل كاستجنو برسم وجه دانتي في (أوفيزي، 1450).
العديد من الفنانين في كل العصور قاموا بعمل رسوم توضيحية لدانتي ومؤلفاته مثل بوتيتشيلي، وغوستاف دوريه، وسلفادور دالي، ومايكل أنجلو، ووليام بليك الإنجليزية، والإيطالية أنطونيو روسيني دجواكينو والألماني روبرت شومان، وغيرهم. والتمثال المعروف باسم رودان المفكر يرجع في الأصل إلى أن رودان مثل دانتي كلاهما يفكر في أبواب جهنم. على الرغم من أنه معروف باسم المفكر، إلا أن عمل أوغست رودان عن أبواب جهنم يقوم على الكوميديا الإلهية لدانتي وقصائد بودلير في عمله زهور الشر، في محاولة لعمل ملحمة بين الحب والإدانة. وقام ورودان أيضا في عمله قبلة (Le Baiser)، وفي البداية كان اسمها فرانشيسكا من ريميني، وهي واحدة من شخصيات جحيم دانتي التي وقعت في الحب مع شقيق زوجها، واكتشف ذلك وقتلها.

## روابط خارجية
- دانتي أليغييري على موقع IMDb (الإنجليزية)
- دانتي أليغييري على موقع الموسوعة البريطانية (الإنجليزية)
- دانتي أليغييري على موقع ميوزك برينز (الإنجليزية)
- دانتي أليغييري على موقع إن إن دي بي (الإنجليزية)
- دانتي أليغييري على موقع أول ميوزيك (الإنجليزية)
- دانتي أليغييري على موقع ديسكوغز (الإنجليزية)
- دانتي أليغييري على موقع قاعدة بيانات الفيلم (الإنجليزية)